# Assa wollumbin
Assa wollumbin — вид безхвостих земноводних родини австралійських жаб (Myobatrachidae). Описаний у 2021 році.

## Поширення
Ендемік Австралії. Виявлений у національному парку Воллумбін на горі Ворнінг — еродованого конуса древнього щитового вулкана Твід на сході країни.